# Gregorio González de Cuenca
Gregorio González de Cuenca (n. Corona de España, ca. 1524 - Santo Domingo, 13 de abril de 1581) fue un funcionario colonial español que fuera nombrado presidente de la Real Audiencia de Santo Domingo en 1576 y al año siguiente fuera asignado como gobernador de la Capitanía General de Santo Domingo hasta su fallecimiento.

## Biografía
Nombrado oidor de la Real Audiencia de Lima, el 17 de noviembre de 1554, salió de España en el séquito del virrey Andrés Hurtado de Mendoza; y por lo tanto, debió llegar a Lima el 29 de junio de 1556.
A la muerte de dicho virrey, en circunstancias en que se hacía el juicio de residencia, el licenciado Diego de Briviesca dispuso su suspensión, pero apenas tres meses después fue repuesto por no habérsele imputado cargos graves (2 de mayo de 1561).
Ese mismo año, por provisión del 19 de noviembre de 1561 dada por el Conde de Nieva fue nombrado corregidor del Cuzco, siendo recibido por las autoridades de la ciudad el 19 de diciembre de ese año. Se mantuvo en el cargo un año y luego regresó a Lima.
Convertido en colaborador del virrey Toledo, recibió como nuevo encargo efectuar la visita de las provincias situadas entre Lima y Piura. Durante esta labor, redactó las ordenanzas para la ciudad de Trujillo (1564).
Nuevamente en Lima, puso en marcha el proyecto de la primera reducción de Lima, conocida como Santiago del Cercado (1570-1571). En ausencia del virrey, presidió las elecciones del Cabildo, sin embargo sería nuevamente suspendido y sujeto a juicio de residencia.
Reivindicado otra vez, fue nombrado presidente de la Real Audiencia de Santo Domingo el 13 de septiembre de 1576, y al año siguiente también fue asignado como gobernador de la Capitanía General de Santo Domingo.
El presidente-gobernador Gregorio González de Cuenca falleció ejerciendo sus funciones el 13 de abril de 1581, en la ciudad de Santo Domingo.